# میونیک ره
مونیخ ره یا میونیک ره (به انگلیسی: Munich Re) یا میونیک ری، با نام کامل؛ (به آلمانی: Münchener Rückversicherungs-Gesellschaft Aktiengesellschaft in München) شرکت بیمه آلمانی چندملیتی مستقر در شهر مونیخ است، که به‌عنوان یکی از بزرگترین شرکت‌ها در حوزه ارائه خدمات بیمه‌های اتکایی در جهان محسوب می‌شود.
میونیک ره در سال ۱۹۱۰ برای نخستین بار با صدور نخستین بیمه هوایی، فصل جدیدی را در صنعت بیمه جهان آغاز نمود. گروه ارگو یکی از شرکت‌های تابعه میونیک ره است، که به عنوان بازوی ارائه خدمات اولیه بیمه فعالیت می‌نماید.
این شرکت با درآمد ۴۸،۹ میلیارد دلار و با دارا بودن ۴۳،۴۲۸ پرسنل به عنوان بزرگترین شرکت بیمه اتکایی دنیا شناخته می‌شود. سهام شرکت میونیک ره، در بازار بورس فرانکفورت معامله می‌شود و جزئی از شاخص دکس و یورو استاکس ۵۰ به‌شمار می‌آید.

## خدمات
شرکت میونیک ره به عنوان یکی از برترین شرکت‌های بین‌المللی بیمه، نقش بسیار ارزنده ای در جبران خسارات ناشی از بلایای طبیعی و بحران‌های مالی جهان طی یکصد سال گذشته ایفا کرده‌است. بلایایی مانند زلزله توکیو در سال ۱۹۲۳، زلزله کوبه ۱۹۹۵، سونامی جنوب شرق آسیا در سال ۲۰۰۴ و جبران بحران مالی ناشی از جدایی هنگ کنگ از چین ایفا کرده‌است.